# اسون یورگنسون
اسون یورگنسون (انگلیسی: Sven Jürgenson؛ زادهٔ ۲ آوریل ۱۹۶۲) یک سیاستمدار استونیایی است. او از سال ۲۰۱۵ نماینده دائم استونی در سازمان ملل در نیویورک بود، یورگنسون از سال ۱۹۹۸ تا ۲۰۰۰ با حفظ سمت نماینده دائمی استونی در ملل متحد را بر عهده داشت. اسون درسال ۲۰۱۶ رئیس یونیسف در سطح بین‌المللی شد. وی از سال ۲۰۰۰ تا ۲۰۰۳ به عنوان سفیر استونی در ایالات متحده آمریکا و از سال ۲۰۱۰ تا ۲۰۱۵ به عنوان سفیر استونی در فرانسه خدمت کرد.

## فعالیت حرفه‌ای
اسون یورگنسون بین سال‌های ۱۹۸۰ تا ۱۹۸۷ در مؤسسه پلی‌تکنیک تالین و کالج مهندسی درسدن، به تحصیل در خصوص پردازش داده‌ها پرداخت. او از سال ۱۹۸۷ تا ۱۹۹۱ یک محقق و تحلیلگر در پردازش داده‌ها در مؤسسه پلی‌تکنیک تالین و مؤسسه استونیایی بود.

در سال ۱۹۹۱ او به بخش روابط دیپلماتیک استونی منتقل شد و از ۱۹۹۱–۱۹۹۳ به عنوان نماینده استونی درکشور سوئد درهلسینکی و از ۱۹۹۳–۱۹۹۵ به عنوان نماینده استونی در وین منصوب شد. او مدیر بخش سیاست امنیتی و سازمان‌های بین‌المللی و معاون سیاسی وزارت امور خارجه در سال‌های ۱۹۹۵–۱۹۹۶ و مدیر کل بخش سیاسی از ۱۹۹۶–۱۹۹۸ بود. علاوه بر این، او به عنوان سفیر غیر مقیم در ترکیه طی سال‌های ۱۹۹۶–۱۹۹۸ به خدمت پرداخت.
او از سال ۱۹۹۸ تا ۲۰۰۰ نماینده دائم سازمان ملل در نیویورک و از سال ۲۰۰۰ تا ۲۰۰۳ سفیر استونی در ایالات متحده آمریکا و در کانادا و مکزیک بود. وی از سال ۲۰۰۳ تا ۲۰۰۶ معاون وزیر در امور سیاسی و مشاور سیاست خارجی در آمریکا بود. وی از سال ۲۰۰۶ تا ۲۰۱۰ رئیس‌جمهور استونی شد و از سال ۲۰۱۰ تا ۲۰۱۵ به عنوان سفیر استونی در فرانسه منصوب گردید. اسون مجدداً در سال ۲۰۱۵ به عنوان نماینده دائم سازمان ملل متحد در نیویورک منصوب شد و در ۲۰۱۶ به عنوان رئیس هیئت اجرایی یونیسف انتخاب شد.
او به زبان‌های انگلیسی، آلمانی، فرانسوی، فنلاندی و روسی صحبت می‌کند. وی متأهل و دارای سه فرزند است.